# Elezioni parlamentari in Messico del 2012
Le elezioni parlamentari in Messico del 2012 si tennero il 1º luglio per il rinnovo del Congresso dell'Unione (Camera dei deputati e Senato della Repubblica); ebbero luogo contestualmente alle elezioni presidenziali.

## Risultati
Camera dei deputati
| Liste                                 | Maggioritario | Maggioritario | Maggioritario | Proporzionale | Proporzionale | Proporzionale | Totale seggi |
| Liste                                 | Voti          | %             | Seggi         | Voti          | %             | Seggi         | Totale seggi |
| ------------------------------------- | ------------- | ------------- | ------------- | ------------- | ------------- | ------------- | ------------ |
| Partito Rivoluzionario Istituzionale  | 15 892 978    | 33,59         | 158           | 15 960 086    | 33,57         | 49            | 207          |
| Partito Azione Nazionale              | 12 885 414    | 27,24         | 52            | 12 960 875    | 27,26         | 62            | 114          |
| Partito della Rivoluzione Democratica | 9 135 149     | 19,31         | 56            | 9 194 637     | 19,34         | 44            | 100          |
| Partito Verde Ecologista del Messico  | 3 045 385     | 6,44          | 19            | 3 054 718     | 6,42          | 15            | 34           |
| Partito del Lavoro                    | 2 286 892     | 4,83          | 8             | 2 294 459     | 4,83          | 11            | 19           |
| Partito Nuova Alleanza                | 2 031 486     | 4,29          | -             | 2 041 608     | 4,29          | 10            | 10           |
| Movimento Cittadino                   | 1 992 102     | 4,21          | 7             | 2 000 524     | 4,21          | 9             | 16           |
| Altri                                 | 41 120        | 0,09          | -             | 41 556        | 0,09          | -             | -            |
| Totale                                | 47 310 526    | 100           | 300           | 47 548 463    | 100           | 200           | 500          |